# Mickys großes Weihnachtsfest – Eingeschneit im Haus der Maus
Mickys großes Weihnachtsfest – Eingeschneit im Haus der Maus (Originaltitel: Mickey’s Magical Christmas: Snowed in at the House of Mouse) ist eine Direct-to-DVD-Produktion der Walt-Disney-Studios und erschien im Jahr 2001. Regie führten Robert Gannaway, Tony Craig und Rick Schneider. Der Film ist ein Ableger der Trickserie Mickys Clubhaus. Super RTL strahlte den Film unter dem Titel Mickys großes Weihnachtsfest – Eingeschneit in Mickys Clubhaus aus.

## Handlung
Zum Weihnachtsfest lädt Micky seine Freunde Donald Duck, Goofy, Belle aus Die Schöne und das Biest, Bambi und alle andere Disney-Stars ein, um mit ihnen Weihnachten zu feiern. Ein starker Schneesturm überrascht die Freunde und stimmt Donald mürrisch. Doch die gute Laune lassen sie sich nicht so leicht vermiesen, da schauen sie sich Weihnachtsvideos an: Die wundervollsten Weihnachtsvideos von Walt Disney, Plutos Weihnachtsbaum, Donald auf dem Eis und Der Nussknacker und der Mausekönig. Dadurch sind sie in Weihnachtsstimmung gekommen, auch Donald, der zum Star des Abends wird. Zum krönenden Abschluss als Weihnachtsgeschenk singen die Disney-Helden für die großen und kleinen Disney-Fans ein gemeinsames Weihnachtslied.

## Cartoons
- Donald On Ice (1999)
- Pluto’s Christmas Tree (1952)
- The Nutcracker (1999)
- Mickys Weihnachtserzählung (Mickey’s Christmas Carol, 1983)

Zusätzlich wurden einige Teile der Animation von Episoden der Serie Clarabelle’s Christmas List, Pete’s Christmas Caper, House of Turkey und Mickey vs. Shelby verwendet. Eingebaut wurden auch Sequenzen der Episode Mickey’s Christmas Chaos aus der Serie Neue Micky Maus Geschichten.